# Panty

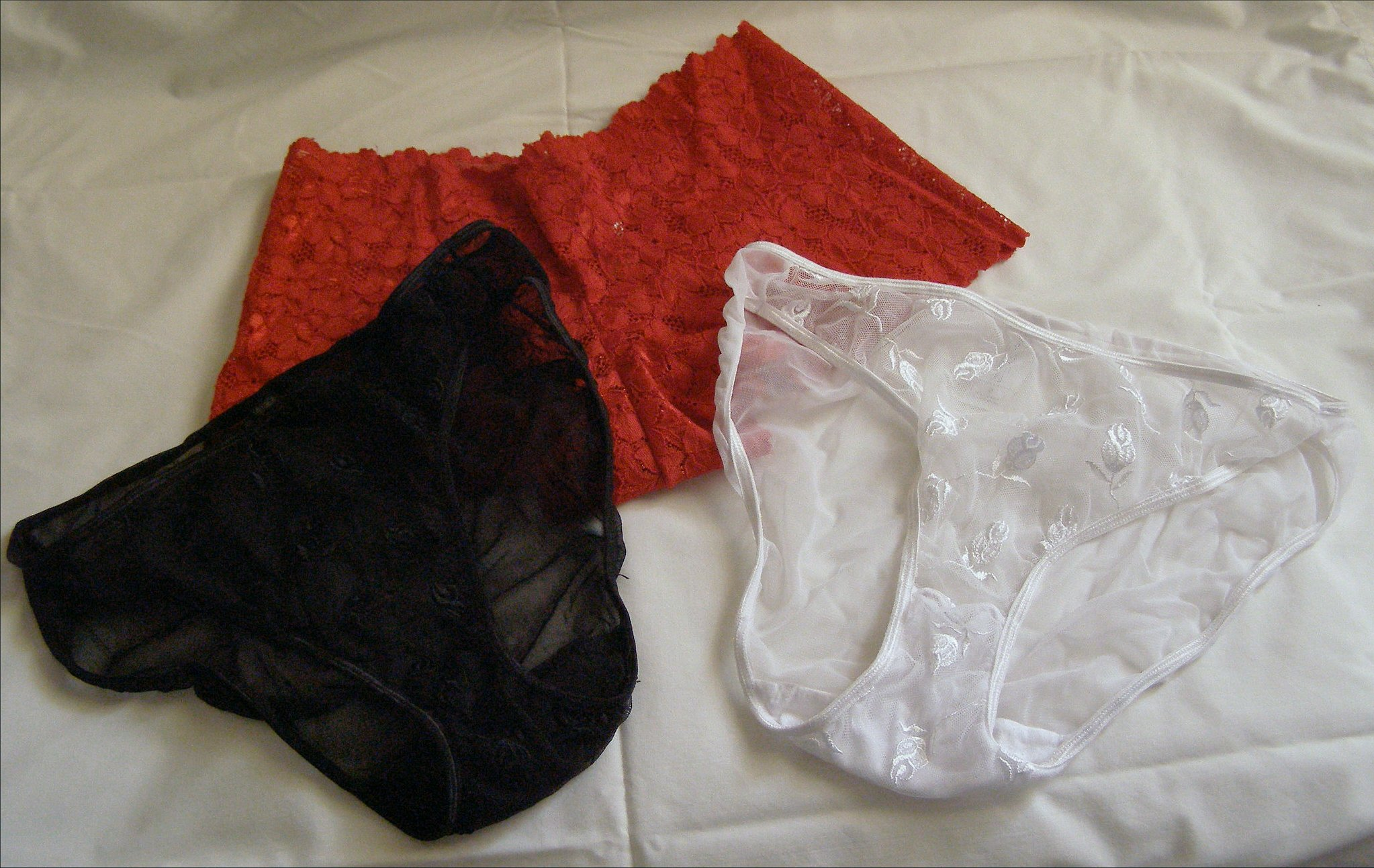
Knickers

Un panty est une culotte couvrant le nombril et descendant sur les cuisses, en textile moulant, ressemblant à un short long serré ou à un cuissard de cycliste.
L'apparition de la minijupe, introduite par la styliste anglaise Mary Quant, a favorisé l'apparition du panty au milieu des années 1960. Les premiers panty slip de Lejaby sont commercialisés dès 1964. À la fin des années 1960, la société de lingerie Scandale crée elle aussi son panty et utilise les Parisiennes du dessinateur Kiraz comme image de campagne publicitaire.
Depuis 2006, c'est le leggings dont le fuseau fut l'ancêtre, qui détrône le panty. Toutefois, le panty semble renaître de ses cendres depuis le début du XXIe siècle, avec des matières à la mode, des dentelles tendances. Le panty est ainsi entre un leggings court mi cuisse et une lingerie, se portant aussi bien comme lingerie que comme accessoire de mode.Le panty nelzy direct interprétation des années 1960 illustre bien cette nouvelle tendance.